# Sporidesmina malabarica
Sporidesmina malabarica är en svampart som beskrevs av Subram. & Bhat 1989. Sporidesmina malabarica ingår i släktet Sporidesmina, ordningen kolkärnsvampar, klassen Sordariomycetes, divisionen sporsäcksvampar och riket svampar.   Inga underarter finns listade i Catalogue of Life.